# موديرن كومبات 5: بلاك آوت
موديرن كومبات 5: بلاك آوت (بالإنجليزية: Modern combat 5: Blackout)
هي لعبة فيديو من منظور الشخص الأول تم تطويرها ونشرها بواسطة شركة غيم لوفت لأنظمة
أندرويد  وآي أو أس وويندوز فون وبلاك بيري 10 وويندوز 8.1 وتايزن. تعدّ اللعبة الجزء الخامس
من سلسلة موديرن كومبات سبقتها لعبة موديرن كومبات 4: زيرو آور وتعدّ من افضل الالعاب في وقتها بين عامي 2015-2017.

## وصلات خارجية
- موديرن كومبات 5 على متجر مايكروسوفت